# Odisha
Odisha, tot november 2011 Orissa geheten (Odia: ଓଡ଼ିଶା), is een deelstaat van India. De staat ligt in het oostelijke deel van het land. De hoofdstad is Bhubaneswar (Bhubaneshwar). Odisha telt 41.974.218 inwoners (2011).

## Geschiedenis
De staat heeft een opulent cultureel erfgoed. Het gebied, vroeger bekend als het koninkrijk van Kalinga, was het toneel van de bloedige oorlog door koning Ashoka. In 1866 werd de streek geteisterd door een ernstige hongersnood.
Hierna werden grootschalige irrigatiewerken uitgevoerd. De nieuwe provincie Orissa ontstond op taalkundige basis tijdens de Britse overheersing in India, met Sir John Austen Hubback als de eerste gouverneur.
Op 23 augustus 2008 werd hindoe-geestelijke Saraswati, die door veel hindoes als een messias wordt vereerd, vermoord in Kandhamal. Hoewel de moord werd opgeëist door maoïstische rebellen, namen hindoeradicalen een week later bloedig wraak op de christelijke minderheid in Kandhamal. Ongeveer honderd christenen werden vermoord en ruim driehonderd kerken aangevallen tijdens de begrafenisprocessie. Huizen van christenen werden in brand gestoken of geplunderd. Naar schatting 50.000 mensen sloegen op de vlucht. Een groep christenen, die na de aanslag was gearresteerd en veroordeeld wegens moord, werd in mei 2019 door het Hooggerechtshof van India vrijgesproken.
Op 4 november 2011 keurde toenmalig president Pratibha Patil een wet goed, waardoor met ingang van 1 november dat jaar de naam van de deelstaat officieel gewijzigd werd van Orissa in Odisha. De taal Oriya wordt sindsdien aangeduid met de naam Odia. Het proces van de naamsverandering was in gang gezet in 2008.

## Geografie
Odisha is begrensd in het noorden door Jharkhand, in het noordoosten door West-Bengalen, in het oosten door de Golf van Bengalen, in het zuiden door Andhra Pradesh en in het westen door Chhattisgarh. De Oost-Ghats en een klein deel van het plateau van Chota Nagpur bezetten de westelijke en noordelijke gedeelten van de staat, terwijl het overige deel van de staat gevormd wordt door de vruchtbare alluviale kustvlaktes en de valleien van de rivieren Mahanadi, Brahmani, en Vaitarani, die uitmonden in de Golf van Bengalen. Deze alluviale vlaktes worden gebruikt voor intensieve rijstkwekerij.

## Bestuurlijke indeling
Odisha is bestuurlijk onderverdeeld in dertig districten. Hieronder volgt een lijst van de districten:
| - Angul - Balangir - Baleshwar (Balasore) - Bargarh - Boudh - Bhadrak - Cuttack - Debagarh - Dhenkanal - Gajapati |  | - Ganjam - Jagatsinghpur - Jajpur - Jharsuguda - Kalahandi - Kandhamal - Kendrapara - Kendujhar (Keonjhar) - Khordha (Khurda) - Koraput |  | - Malkangiri - Mayurbhanj - Nabarangpur - Nayagarh - Nuapada - Puri - Rayagada - Sambalpur - Subarnapur (Sonepur) - Sundargarh |

## Armoede
Van alle staten van India kent Odisha het hoogste percentage inwoners die onder de armoedegrens leeft. In 2004 en 2005 leefde 46,4% van de bevolking van Odisha onder de armoedegrens.

## Cultuur
De meestgesproken taal in Odisha is Odia, vroeger Oriya genoemd.
Uit het district Mayurbhanj in Odisha is de stammen- of krijgersdans Chhau afkomstig. Dit danstype heeft de aanbidding van Ganesha tot doel en er bestaan tegenwoordig drie types van. De dans in deze regio heet eenvoudigweg Mayurbhanj Chhau.